# Нивки (станция метро)
«Ни́вки» (укр. «Ни́вки»,  (слушать)о файле) — 13-я станция Киевского метрополитена. Находится в Шевченковском районе. Расположена на Святошинско-Броварской линии, между станциями «Берестейская» и «Святошин».

## История
Открыта 5 ноября 1971 года. Название станции выбрано согласно её расположению в исторической местности Нивки. Пассажиропоток — 27,1 тыс. чел./сутки.

## Описание
Станция мелкого заложения, типового проекта из сборных железобетонных элементов, колонная. Имеет подземный зал с посадочной платформой островного типа. Своды зала опираются на два ряда колонн. Путевые стены и колонны облицованы керамической кафельной плиткой. Зал станции с двух сторон соединён лестницами с подземными вестибюлями, выходящими в подземные переходы на улицы Даниила Щербаковского, Галагановскую и проспект Победы. Наземные вестибюли отсутствуют.

## Оформление
Стены и колонны станции облицованы крупноразмерной облицовочной плиткой в сине-зелёной гамме, украшены растительным орнаментом, что обусловлено близостью станции к Сырецкому лесопарку. Двери на путевых стенах оформлены керамическими тарелками с изображениями на зоологическую тематику.

## Расположение
Станция «Нивки» является крупным пересадочным узлом, выполняя стыковку с наземным транспортом, следующим на массивы Нивки и Виноградарь. Рядом со станцией расположен парк «Нивки» и Дубовый гай.

## Изображения

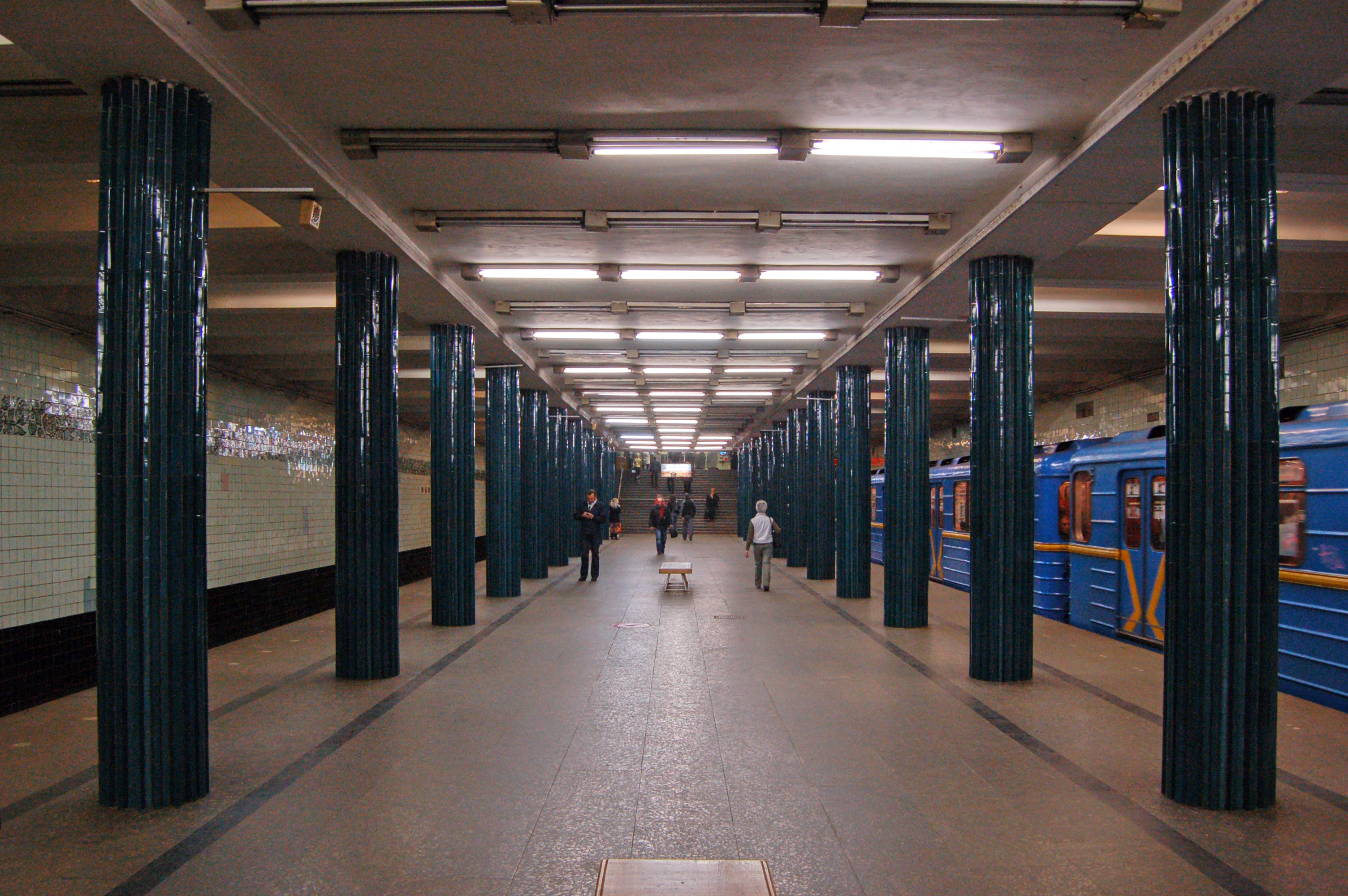
Платформа
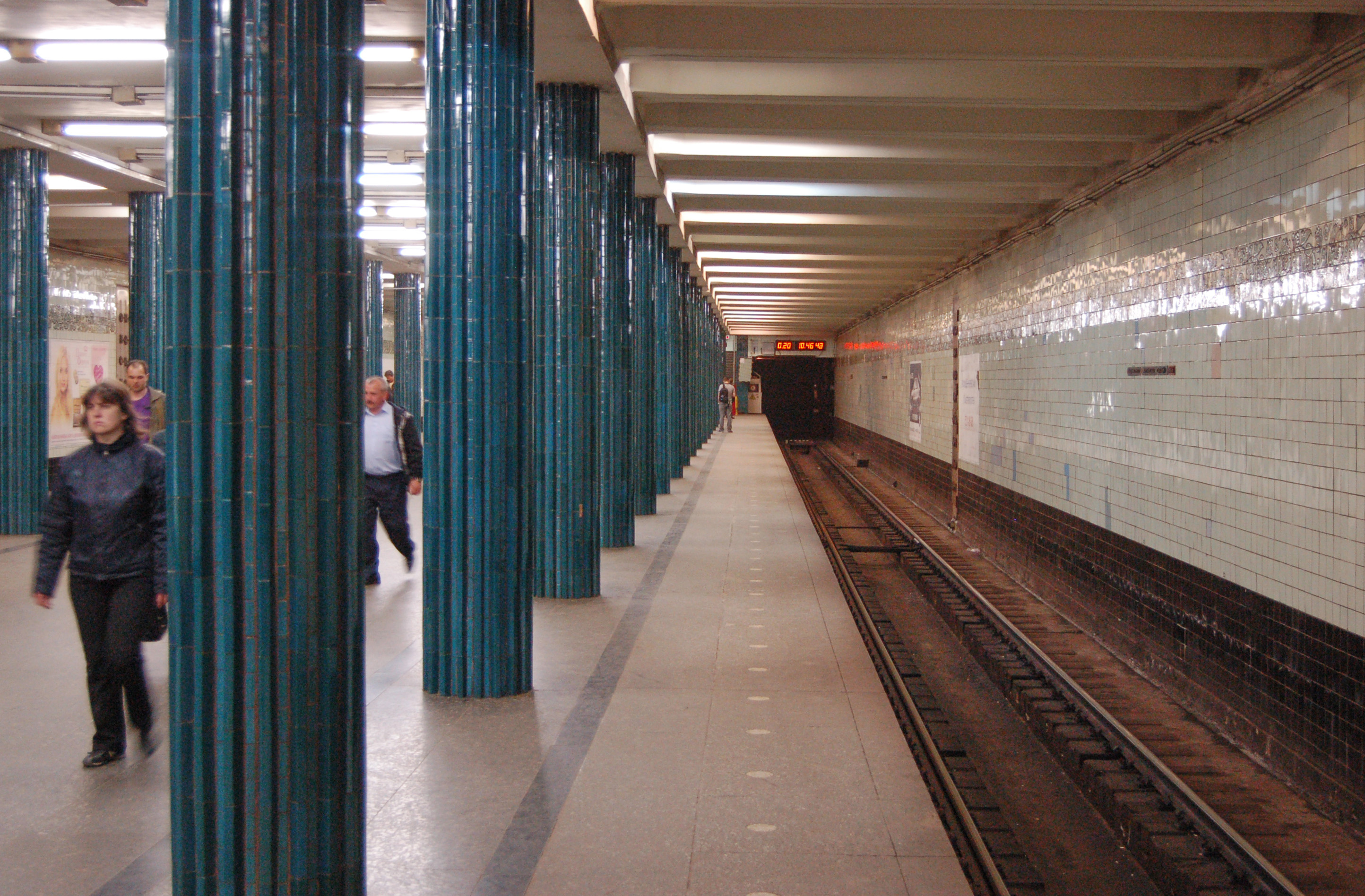
Посадочная платформа
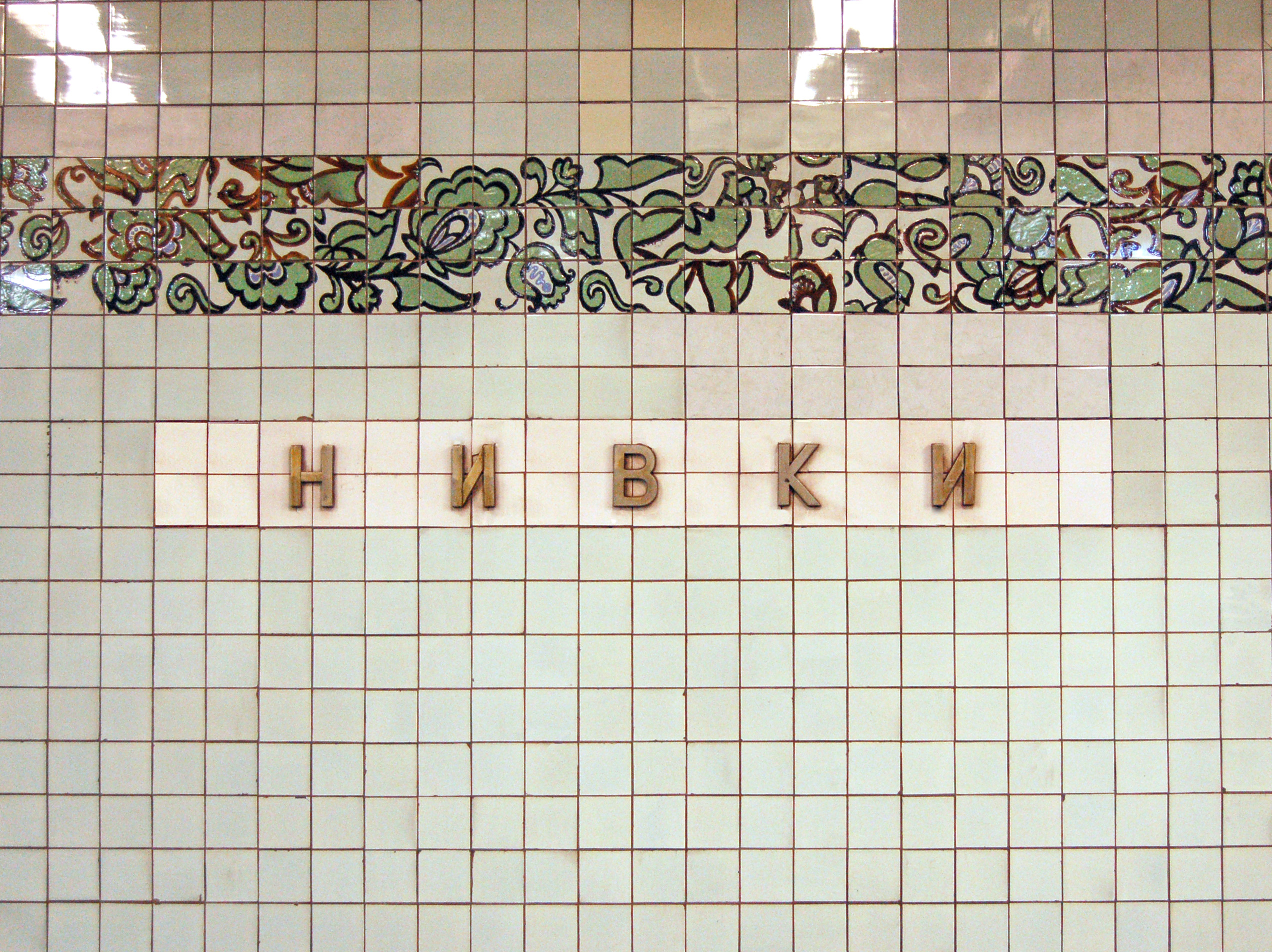
Название станции на путевой стене
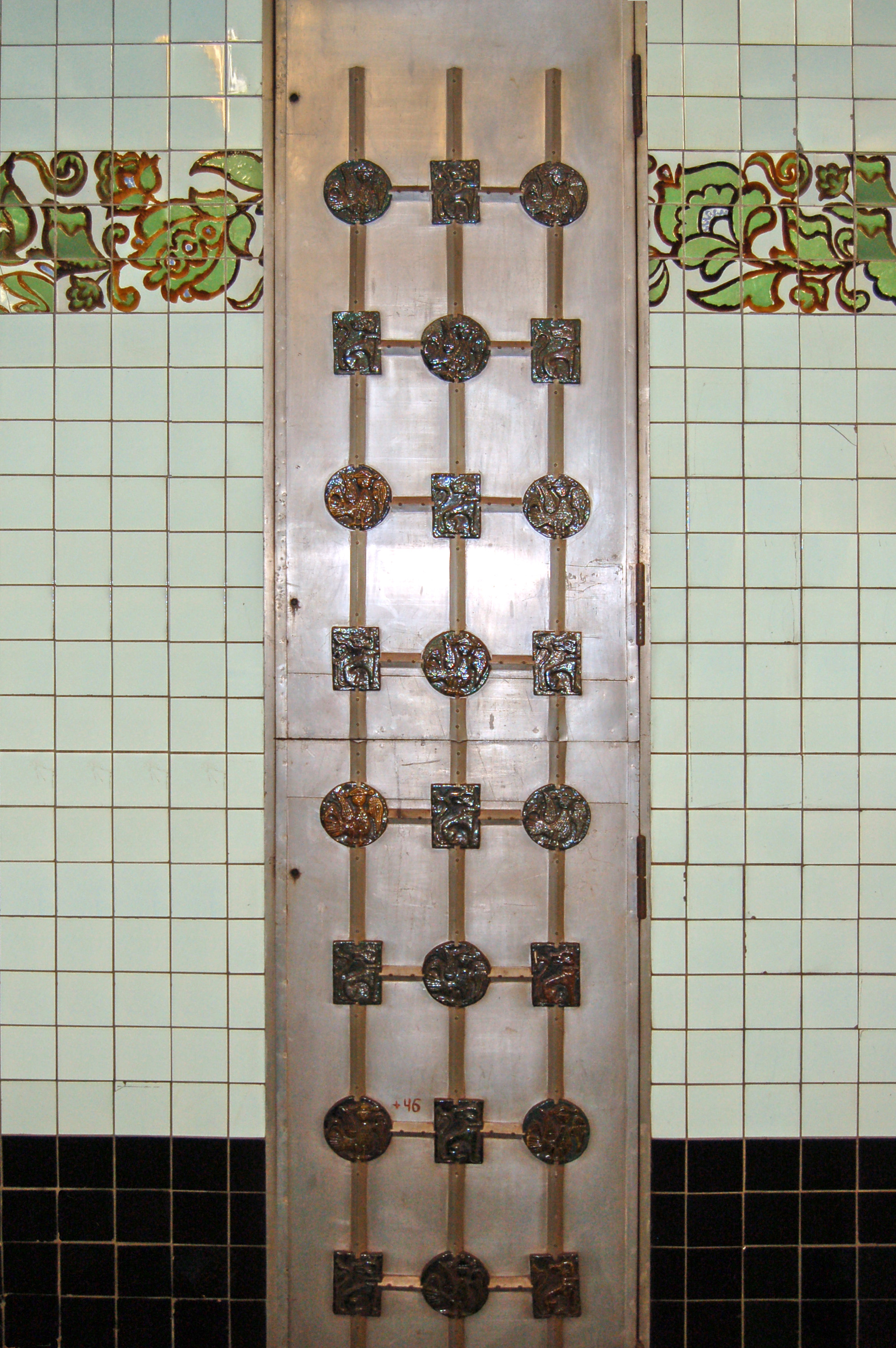
Дверца на путевой стене
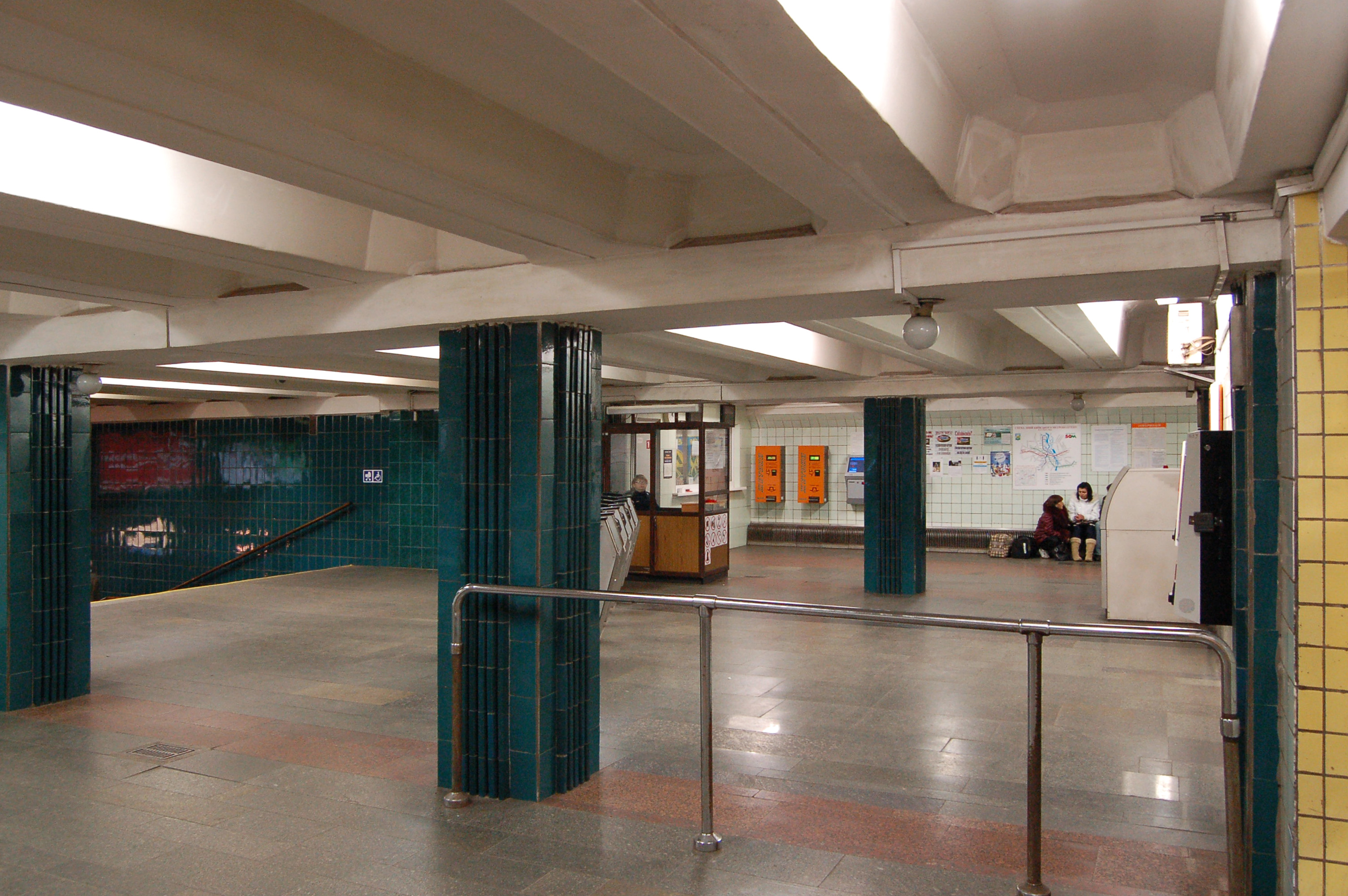
Кассовый зал

## Режим работы
Открытие — 5:38, закрытие — 0:10
Отправление первого поезда в направлении:
- ст. «Лесная» — 5:42
- ст. «Академгородок» — 6:07

Отправление последнего поезда в направлении:
- ст. «Лесная» — 0:12
- ст. «Академгородок» — 0:36

Расписание отправления поездов в вечернее время суток (после 22:00) в направлении:
- ст. «Лесная» — 22:39, 22:51, 23:03, 23:14, 23:26, 23:37, 23:49, 0:00, 0:12
- ст. «Академгородок» — 22:42, 22:54, 23:06, 23:17, 23:27, 23:37, 23:47, 23:57, 0:10, 0:22, 0:35